# Åsarna

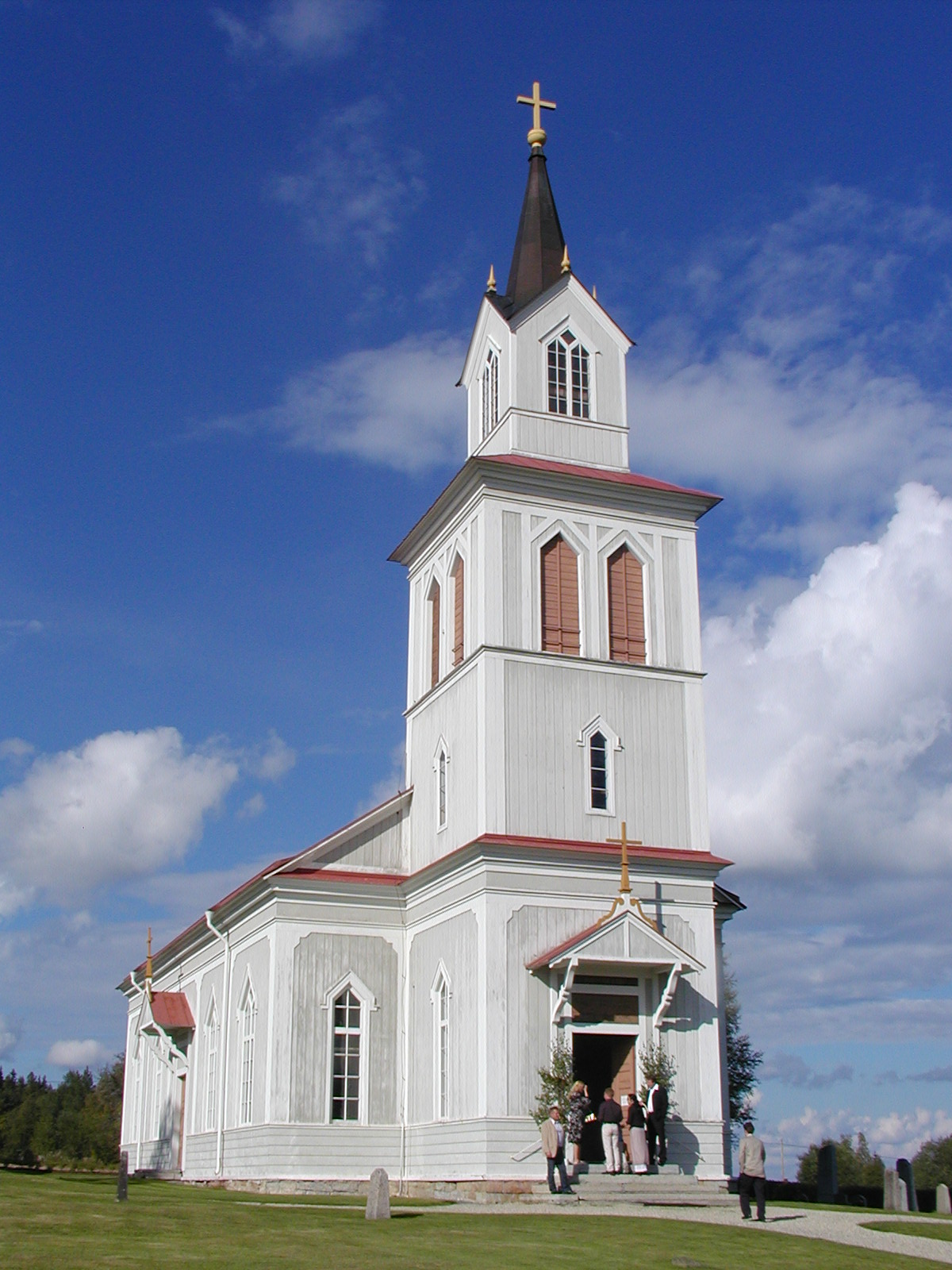
Åsarnas alte Kirche

Åsarna (jämtländisch: Aosan; ältere Schreibweise Åsarne) ist ein Ort (tätort) in der Gemeinde Berg im südlichen Jämtland. Der Ort liegt am Westufer des See Hålen sowie am Fluss Ljungan.
Åsarna wird von den Einwohnern liebevoll Guldbyn, zu Deutsch „Golddorf“ genannt, da der örtliche Sportverein viele Gewinner olympischer Medaillen hervorbrachte – so trainierten zum Beispiel Torgny Mogren, Jan Ottosson, Thomas Wassberg und Anna Dahlberg beim Åsarna IK.
Åsarna besteht aus den Ortsteilen Västeråsen, Österåsen und Olsta (welche selbst eigenständige Ortschaften mit einem eigenen Zentrum sind). In Österåsen befindet sich das Amtsgericht für die Gemeinde Berg. Der Ort liegt an der Europastraße 45 und besitzt einen Bahnhof an der Inlandsbahn.

## Persönlichkeiten
Die Skilangläuferin  Annika Evaldsson wurde 1970 in Åsarna geboren.